# Shelopuga
Shelopuga is een geslacht van wantsen uit de familie van de Corixidae (Duikerwantsen). Het geslacht werd voor het eerst wetenschappelijk beschreven door Popov in 1988.

## Soorten
Het genus bevat de volgende soorten:

- Shelopuga similis Popov, 1988
- Shelopuga sinitsae Popov, 1988